# Nummi
Nummi (en llatí Nummius) era un cognomen romà. Aquest nom apareix únicament als Fasti i en alguna inscripció del temps de l'Imperi Romà.
Es mencionen Tit Rústic Nummi Gal (Titus Rusticus Nummius Gallus), cònsol sufecte l'any 26 i Nummi Sisenna com a cònsol l'any 133 I encara un Marc Nummi Albí com a cònsol el 206.